# Gottfried Dreger
Gottfried Dreger, auch Gotfridus Dreyer, war Titularbischof von Constantia in Phoenicia und wirkte von 1413 bis 1423 als Weihbischof im Bistum Cammin. 
Er war Kanoniker am Ottenstift in Stettin und wurde im Jahre 1413 von Papst Johannes XXIII., der heute als Gegenpapst gilt, zum Titularbischof von Constantia in Phoenicia ernannt. 
Im Bistum Cammin trat Bischof Gottfried mehrfach als Weihbischof in Erscheinung: Er weihte 1413 in Königsberg Nm. ein Christusbild und gewährte ein Ablassprivileg. 1420 gewährte er gemeinsam mit dem Camminer Diözesanbischof Magnus von Sachsen-Lauenburg den Besuchern der Marienkapelle in Pudagla einen Ablass. 1423 weihte er in der Kirche des Klosters Stolpe eine Kapelle. 